# Enrico Dandolo (sous-marin)
Le Enrico Dandolo (fanion « DO ») est un sous-marin italien  de la classe Marcello, construit à la fin des années 1930 pour la Marine royale italienne.
Le nom du sous-marin est un hommage à Enrico Dandolo (1107-1205), 41e doge de Venise.

## Conception et description
Les sous-marins de la classe Marcello ont été conçus comme des versions améliorées de la précédente classe Glauco. Ils ont un déplacement de 1 043 tonnes en surface et 1 290 tonnes en immersion. Les sous-marins mesuraient 73 mètres de long, avaient une largeur de 7,19 mètres et un tirant d'eau de 5,1 mètres.
Pour la navigation de surface, les sous-marins étaient propulsés par deux moteurs diesel de 1 800 cv (1 342 kW), chacun entraînant un arbre d'hélice. En immersion, chaque hélice était entraînée par un moteur électrique de 550 chevaux-vapeur (410 kW). Ils pouvaient atteindre 17,4 nœuds (32,2 km/h) en surface et 8 nœuds (15 km/h) sous l'eau. En surface, la classe Marcello avait une autonomie de 7 500 milles nautiques (13 900 km) à 9,4 noeuds (17,4 km/h), en immersion, elle avait une autonomie de 120 milles nautiques (220 km) à 3 noeuds (5,6 km/h).
Les sous-marins étaient armés de huit tubes lance-torpilles internes de 53,3 cm, quatre à l'avant et quatre à l'arrière. Une recharge était arrimée pour chaque tube, ce qui leur donnait un total de seize torpilles. Ils étaient également armés de deux canons de pont de 100 mm et de quatre mitrailleuses de 13,2 mm pour le combat en surface.

## Construction et mise en service
Le Enrico Dandolo est construit par le chantier naval Cantieri Riuniti dell'Adriatico (CRDA) de Monfalcone en Italie, et mis sur cale le 14 juin 1937. Il est lancé le 20 novembre 1937 et est achevé et mis en service le 25 mars 1938. Il est commissionné le même jour dans la Regia Marina.

## Histoire du service
Le Dandolo a été affecté au IIe groupe de sous-marins à Naples où il a été utilisé pour l'entraînement de 1938 à 1940.
Le 13 juin 1940 (sous le commandement du capitaine de corvette Riccardo Boris), il repère une escadre française formée par les croiseurs La Galissonnière, Jean de Vienne et Marseillaise et par les torpilleurs Brestois et Boulonnais, l'attaquant avec le lancement de deux torpilles alors qu'entre-temps il avait été repéré et bombardé par deux éclaireurs lancés par les navires français. Les canons du Dandolo, dirigés contre le Jean De Vienne, ont manqué la cible pour une manœuvre d'évitement du navire,.
Il a effectué d'autres missions infructueuses en Méditerranée et a ensuite reçu l'ordre d'être envoyée dans l'Atlantique,.
Le sous-marin est parti de La Spezia à la mi-août 1940 et a passé le 16 le détroit de Gibraltar, puis a atteint sa zone d'opérations, située entre les Açores et l'Espagne,. Dans la soirée du 21 août, il torpille ou canonne, le pétrolier hollandais Hermès (3 768 tonneaux), qui n'est pas achevé car, étant incliné et ayant été abandonné par l'équipage, le Dandolo le croit maintenant à l'agonie. En fait, plus tard, l'équipage remonte sur le navire et réussit à le conduire à Lisbonne. Cinq jours plus tard, il a frappé avec une torpille le vapeur britannique Ilvington Court (5 187 tonneaux) transportant du minerai de fer, le navire a coulé en une dizaine de minutes,,. Le 10 septembre, le Dandolo est arrivé à Bordeaux, où se trouve la base italienne de Betasom,.
Le 12 octobre, il quitte Bordeaux pour la deuxième mission, au large des côtes irlandaises; huit jours plus tard, il repère un navire marchand sans pouvoir l'attaquer, en raison de la mer agitée. En raison des conditions météorologiques, le sous-marin ne peut attaquer aucun navire et rentre à Bordeaux le 15 novembre.
Le 24 janvier 1941, il part pour sa troisième mission, qui doit être effectuée dans les eaux écossaises. Une semaine plus tard, il rencontre le pétrolier britannique Pizzarro (1 367 tonneaux), qu'il coule avec deux torpilles,,. Du 2 au 18 février, il a patrouillé dans sa zone assignée, puis s'est mis en route pour son retour, arrivant au port le 23 février (la veille, il avait esquivé par manœuvre deux torpilles lancées d'un sous-marin près de l'estuaire de la Gironde).
Le 9 avril, il est envoyé à l'ouest du détroit de Gibraltar, où il arrive cinq jours plus tard . Deux jours plus tard, il repère un cuirassé et deux destroyers qu'il ne peut pas attaquer en raison de la distance et de la vitesse des navires. Frappée par de graves dégâts le 22 avril, il s'est embarquée sur un parcours de retour et est arrivée cinq jours plus tard à la base.
Le 19 juin 1941, il quitte Bordeaux pour retourner en Méditerranée, mais doit rentrer au port en raison d'une panne. Après réparation, il part le 26 et, après avoir traversé le détroit de Gibraltar (le 2 juillet), il arrive à Naples le 7 juillet 1941.
Le commandement du sous-marin passe alors au lieutenant de vaisseau Walter Auconi. Après une mission infructueuse au large de la Tunisie, en juillet, le 23 septembre le Dandolo est envoyé au sud/sud-ouest d'Ibiza pour attaquer la flotte britannique engagée dans l'opération Halberd (opération d'envoi d'un convoi de ravitaillement à Malte), mais lorsque trois jours plus tard il arrive dans la zone d'embuscade, les unités britanniques sont déjà passées; il les a ensuite repérés alors qu'ils étaient sur leur route de retour, le 30 septembre, mais n'a pas pu les attaquer.
Le 2 (ou le 4) novembre 1941, il intercepte le pétrolier français Tarn (4 220 tonneaux), qui reçoit l'ordre de s'arrêter; le navire ouvre le feu avec sa propre artillerie à la place, ce à quoi répondent celles du Dandolo, qui lance également quatre torpilles.Touché par une torpille et par diverses balles, le Tarn tombe à terre et est jugé alors à l'agonie, mais il parvient par la suite à poursuivre sa route et à atteindre Alger,,. Six jours plus tard, le sous-marin a aperçu le navire à vapeur espagnol Castillo de Oropesa (6 600 tonneaux), qui n'était pas marqué comme appartenant à une nation neutre, et l'a donc coulé avec une torpille,,.
En décembre, il a accompli une mission pour transporter 4 tonnes de carburant et 32 tonnes de fournitures à Derna, échappant également à une attaque aérienne,.
Le commandement est alors passé au capitaine de corvette Alberto Campanella. Le 21 juillet 1942, il lance quatre torpilles contre le porte-avions HMS Eagle (94), devant plonger immédiatement parce qu'un des destroyers d'escorte avait l'intention de l'éperonner. Deux salves sont entendues mais le sous-marin n'est pas touché) et le Dandolo est alors soumis à un bombardement intense avec des grenades sous-marines qui causent de graves dégâts, le forçant à rentrer au port,.
Il faisait partie du barrage sous-marin italien de la bataille de la mi-août: le 12 août, ayant aperçu le convoi britannique, il s'est approché pour l'attaquer, mais il a été découvert et a subi des tirs de grenades sous-marines, devant battre en retraite avec de lourds dommages.
Le 27 novembre 1942 (avec le lieutenant de vaisseau Giacomo Scano comme nouveau commandant), il entre dans la rade de Philippeville et tire deux torpilles sur autant de corvettes, les manquant,.
Le 1er janvier 1943, il aperçoit un important transport au nord de Bougie. En raison de la manœuvre des deux unités d'escorte, il doit lancer quatre torpilles à 2 500 mètres, sans succès,,.
Le 25 avril de la même année, il a été visé par trois torpilles près du Cap de Fer par un autre sous-marin ; cependant, il a réussi à les esquiver,.
À 2h57 du 16 juillet 1943, sous le commandement du lieutenant de vaisseau Aldo Turcio, il aperçoit deux croiseurs et quatre destroyers britanniques à une trentaine de milles nautiques de Syracuse et lance quatre torpilles de 2 000 mètres, qui frappent le croiseur léger HMS Cleopatra (33) et doivt ensuite s'éloigner en raison du début de la  chasse anti-sous-marine,,. Le navire britannique compte 23 morts et de graves dégâts. Il restera à Malte jusqu'en octobre pour des réparations temporaires et effectua des réparations plus importantes aux États-Unis, ne pouvant reprendre du service qu'en novembre 1944.
Le lendemain, le sous-marin a été attaqué par un avion alors qu'il naviguait à une vingtaine de milles nautiques de Catane. Malgré la réaction des mitrailleuses à bord (qui ont gravement endommagé l'appareil), il a été touché par deux bombes, tandis que deux autres se sont coincées dans la coque et n'ont pas explosé. Le Dandolo a dû être réparé à Crotone,,.
Au moment de l'armistice, il était au chantier naval de Tarente. Une fois les travaux terminés, en février 1944, il est envoyé aux Bermudes où il est employé pour les exercices anti-sous-marins alliés, basée à New London et plus tard à Guantanamo,,.
De retour en Italie en décembre 1945, il a été déclassé le 1er février 1948 (selon d'autres sources, le 18 octobre 1946, mais il est probable qu'il y ait eu confusion avec la date de déclassement) et mise au rebut en 1949.
Dans la seule mer Méditerranée, le Dandolo avait effectué 18 missions offensives-exploratoires, 15 missions de transfert et une mission de transport, pour un total de 26 198 milles nautiques parcourus en surface et 4 034 milles nautiques sous l'eau.

## Palmarès
| Mission | Date            | Bateau          | Nation      | Tonnage en tonneaux | Notes                                       |
| ------- | --------------- | --------------- | ----------- | ------------------- | ------------------------------------------- |
| 1re     | 21 août 1940    | Hermes          | Pays-Bas    | 3 768               | Tanker                                      |
| 2e      | 26 août 1940    | Irvington Court | Royaume-Uni | 5 187               | Coulé ; pas de victimes                     |
| 3e      | 31 janvier 1941 | Pizarro         | Royaume-Uni | 1 367               | Tanker ; 6 survivants sur un équipage de 29 |
| Total:  | Total:          | Total:          | Total:      | 10 322 tonneaux     |                                             |